# جون دوغلاس (لاعب كرة قدم أمريكية أمريكي)
جون دوغلاس (بالإنجليزية: John Douglas)‏ هو لاعب كرة قدم أمريكية أمريكي، ولد في 6 سبتمبر 1945 في كولومبيا في الولايات المتحدة.

## وصلات خارجية
- جون دوغلاس على موقع مرجع كرة القدم المحترفة.كوم (الإنجليزية)
- جون دوغلاس على موقع JustSportsStats.com (الإنجليزية)